# Béla Széchenyi

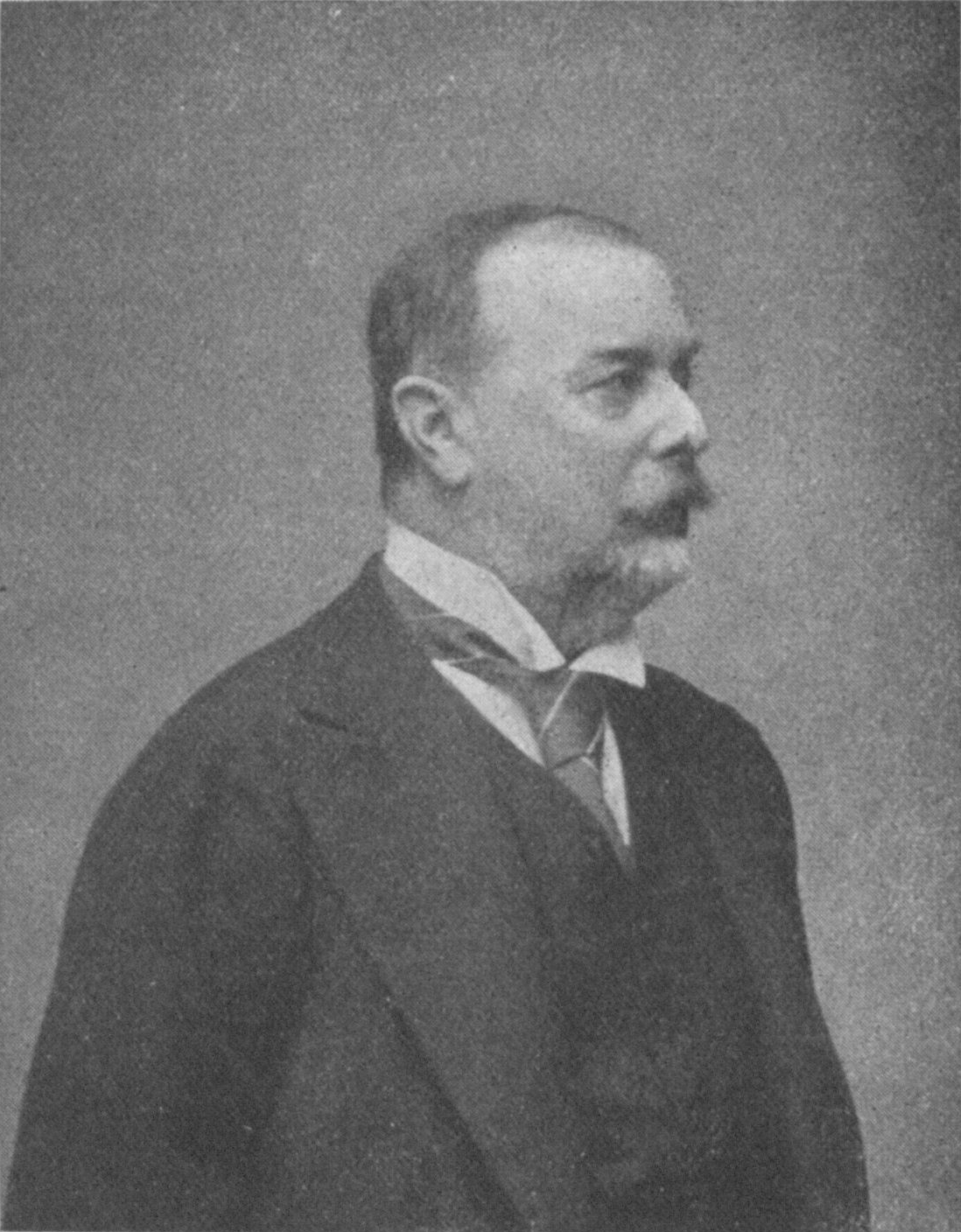
Graf Béla Széchenyi (von Ed. Ellinger in Österreichs Illustrierter Zeitung, 1900)

Graf Béla Széchenyi von Sárvár-Felsővidék (* 3. Februar 1837 in Pest; † 2. Dezember 1918 in Budapest) war ein ungarischer Forschungsreisender und gehörte dem Geschlecht der Széchenyi an.

## Leben
Béla, Sohn von István Széchenyi, beteiligte sich 1861 am ungarischen Landtag, wo er die Gleichstellung der Juden energisch befürwortete. Er unternahm 1863 eine Reise nach Nordamerika, die er in seinem Werk Amerikai utam (Meine amerikanische Reise, Pest 1865) beschrieb. Er besuchte 1865 Algier und zwischen 1877 und 1880 in Begleitung mehrerer Gelehrter China und Südostasien. 
Am 4. Dezember 1900 wurde Széchenyi zum Kronhüter gewählt. Die Ergebnisse seiner Forschungen veröffentlichte er zum Teil selbst in den Schriften der Ungarischen Akademie der Wissenschaften.
Béla Széchenyi starb am 2. Dezember 1918 in Budapest.